# Państwowe Zakłady Lotnicze
Państwowe Zakłady Lotnicze (PZL; deutsch Staatliche Luftfahrt-Werke) ist die Oberbezeichnung für eine Gruppe polnischer Luftfahrzeughersteller. PZL wurde 1928 in Warschau als staatliches Unternehmen gegründet. Im Laufe der Zeit entstanden zahlreiche Werke an anderen Orten, von denen viele heute eigene Aktiengesellschaften bilden. Seit der Gründung wurden und werden Eigenkonstruktionen, Lizenzbauten und Komponenten ziviler und militärischer Flugzeuge und Hubschrauber sowie auch Triebwerke und Hydraulikkomponenten für andere Industriezweige hergestellt.
Sechs aus den ursprünglichen PZL-Werken hervorgegangene heutige polnische Unternehmen erbten den Namen PZL: Polskie Zakłady Lotnicze Sp.z.o.o. in Mielec (auch „PZL Mielec“), EADS PZL Warszawa-Okęcie S.A. in Warschau, PZL Świdnik S.A. in Świdnik, WSK „PZL-Rzeszów“ S.A. in Rzeszów, PZL-Hydral S.A. in Breslau und Allstar PZL Glider Sp. z o.o. in Bielsko-Biała.

## Geschichte

### Anfänge (1928–1939)

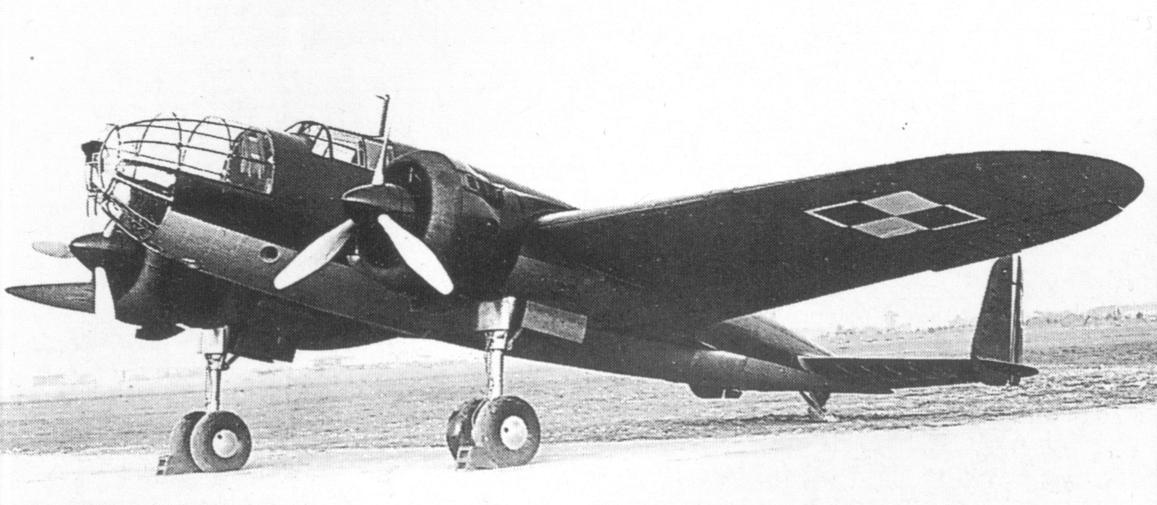
Bomber PZL.37B

Gegründet am 1. Januar 1928, gingen die PZL aus der Zentralen Warschauer Flugzeugwerkstatt CWL (Centralne Warsztaty Lotnicze) hervor, die 1919 auf dem Gelände des Flugplatzes Mokotów entstanden war. In der ersten Zeit wurden vor allem Lizenzproduktionen ausländischer Modelle gefertigt; unter der Leitung von Zygmunt Puławski entstanden später eigene Konstruktionen, so unter anderem die bekannten Jagdflugzeuge P.7 und P.11. Das Charakteristikum dieser Typen war der sogenannte Puławski-Flügel, der den Flugzeugen eine außerordentliche Wendigkeit verlieh.
In den 1930er-Jahren entstand in Okęcie ein neuer Produktionskomplex (PZL WP-1 = „Wytwórnia Płatowców 1“, dt. Flugzeugfabrik 1), in dem unter anderem die Bombenflugzeuge P.23 Karás und P.37 Łoś, die zu den modernsten ihrer Klasse gehörten, produziert wurden. Noch kurz vor dem Krieg entstand im Jahre 1939 ein neuer Produktionskomplex (Abteilung PZL WP-2) in Mielec, der anfangs Komponenten für das Hauptwerk in Warschau produzierte. Die Abteilung WS-1 (Wytwórnia Silników-1, dt. Motorenfabrik 1) in unmittelbarer Nähe zum Hauptwerk fertigte Flugmotoren, zunächst nur auf Lizenz. Kurz vor dem Krieg waren allerdings Vorbereitungen zur Herstellung eigener Motoren angelaufen.
Im April 1937 wurde der Beschluss gefasst, ein zweites, größeres Motorenwerk WS-2 in Rzeszów zu errichten. Der Bau erfolgte in relativ kurzer Zeit und befand sich kurz vor der Fertigstellung, als der Krieg ausbrach.
Zum Zeitpunkt des deutschen Überfalls auf Polen („Fall Weiß“) war in Warschau gerade die Produktion des Jagd-Eindeckers PZL.50 Jastrząb und des leichten Bombers PZL.46 Sum angelaufen.

### Besatzung, Zerstörung und Neugründung (1939–1989)
Während der Besatzung durch deutsche Truppen wurden keine eigenen Flugzeugtypen entwickelt. Das Motorenwerk in Rzeszów wurde von den Deutschen intakt eingenommen und zunächst für die Wartung deutscher Triebwerke bestimmt. Es wurde in diesem Zuge Henschel und Messerschmitt unterstellt. Schon bald folgte auch die Produktion von Teilen für deutsche Triebwerke (vor allem Daimler-Benz DB 606A), wobei auch Zwangsarbeiter eingesetzt wurden. Im März 1944 arbeiteten in diesem Werk 4410 Menschen, davon 480 deutsche, 340 jüdische und 260 sowjetische Zwangsarbeiter. Während der deutschen Besatzung wurden keinerlei Investitionen bis auf den Bau von Zwangsarbeiterbaracken getätigt. Mit dem Heranrücken der Ostfront wurde das Werk evakuiert und 60 % der Maschinen demontiert (455 Stück), die nie an PZL zurückgegeben wurden.

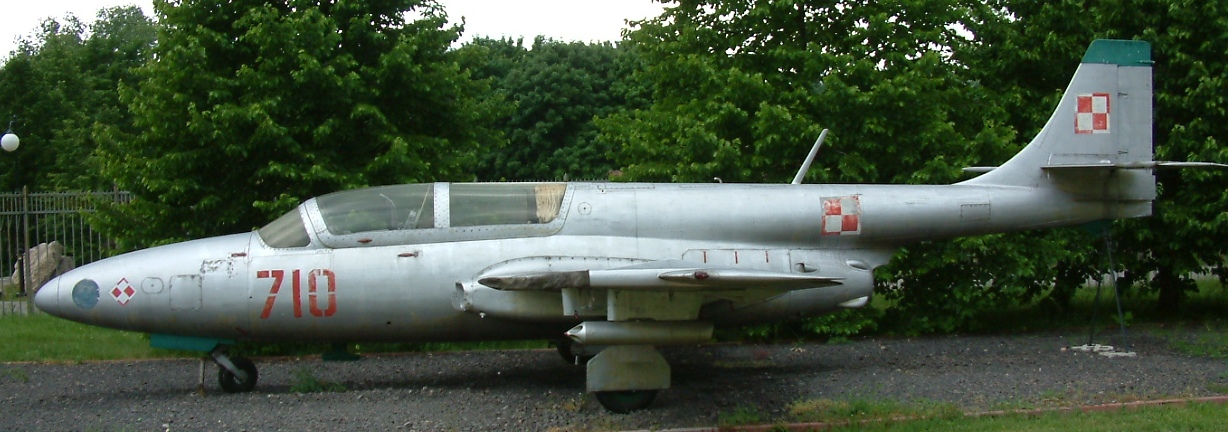
PZL TS-11 Iskra

Die meisten anderen Fabriken wurden im Krieg vollständig zerstört. 1946 erfolgte schließlich die Neugründung der PZL und ein Wiederaufbau begann. Während im Warschauer Werk, das ab 1956 WSK-Okęcie hieß, nun vor allem die Entwicklung und Erprobung sowie die Produktion leichterer Sport-, Verbindungs- und Agrarflugzeuge (unter anderem PZL-104 Wilga und PZL-106 Kruk) stattfand, entwickelte sich der Standort in Mielec (WSK-Mielec) zum Ort der Hauptproduktion. Hier wurden in Lizenz die Typen Antonow An-2, Lim-1 / Lim-2 (Lizenzversionen der MiG-15) und Lim-5 / Lim-6 (Lizenzversionen der MiG-17) für verschiedene Luftstreitkräfte des Warschauer Paktes. Später folgten unter anderem die Eigenkonstruktionen PZL TS-11 Iskra (Trainings- und leichtes Angriffsflugzeug) und PZL M-15 Belphegor (Agrarflugzeug).
1951 wurde in Świdnik (WSK-Świdnik) ein dritter Standort für die Hubschrauberproduktion gegründet. Im Laufe der 1950er-Jahre entwickelte sich die Fabrik zu einem der größten Hubschrauberhersteller der Welt. Es wurden hier vor allem die Typen Mil Mi-1 und Mil Mi-2 in Lizenz, seit den späten 1980er-Jahren auch Eigenkonstruktionen produziert.
 (SZD)
1945 wurde in Bielsko-Biała das „Institut für Segelflugwesen“ (Instytut Szybownictwa, IS) eröffnet, dessen Konstruktionsabteilung von Josef Niespał geleitet wurde. Erste Konstruktion war der Leistungssegler IS-1 Sęp. 1948 ging daraus der „Versuchsbetrieb für Segelflugzeuge“ (Szybowcowy Zakład Doświadczalny, SZD) hervor, dessen Leitung Władyslaw Nowakowski übernahm. Dort wurden so erfolgreiche Segelflugzeuge wie Bocian, Pirat, Cobra, Jantar, Puchacz sowie der Motorsegler Ogar entwickelt, die auch exportiert wurden und zum Teil noch heute im Einsatz stehen.
Die im Jahre 1951 verstaatlichte, ehemals zu Rheinmetall-Borsig gehörende Motorenfabrik „Fasil“ in Breslau wurde 1975 als PZL-Hydral an PZL angegliedert. Dieses Werk produzierte hydraulische Komponenten und Pumpen für die Luftfahrtindustrie von PZL, aber auch für andere polnische Werke.

### Aufspaltung und aktuelle Entwicklung (ab 1989)

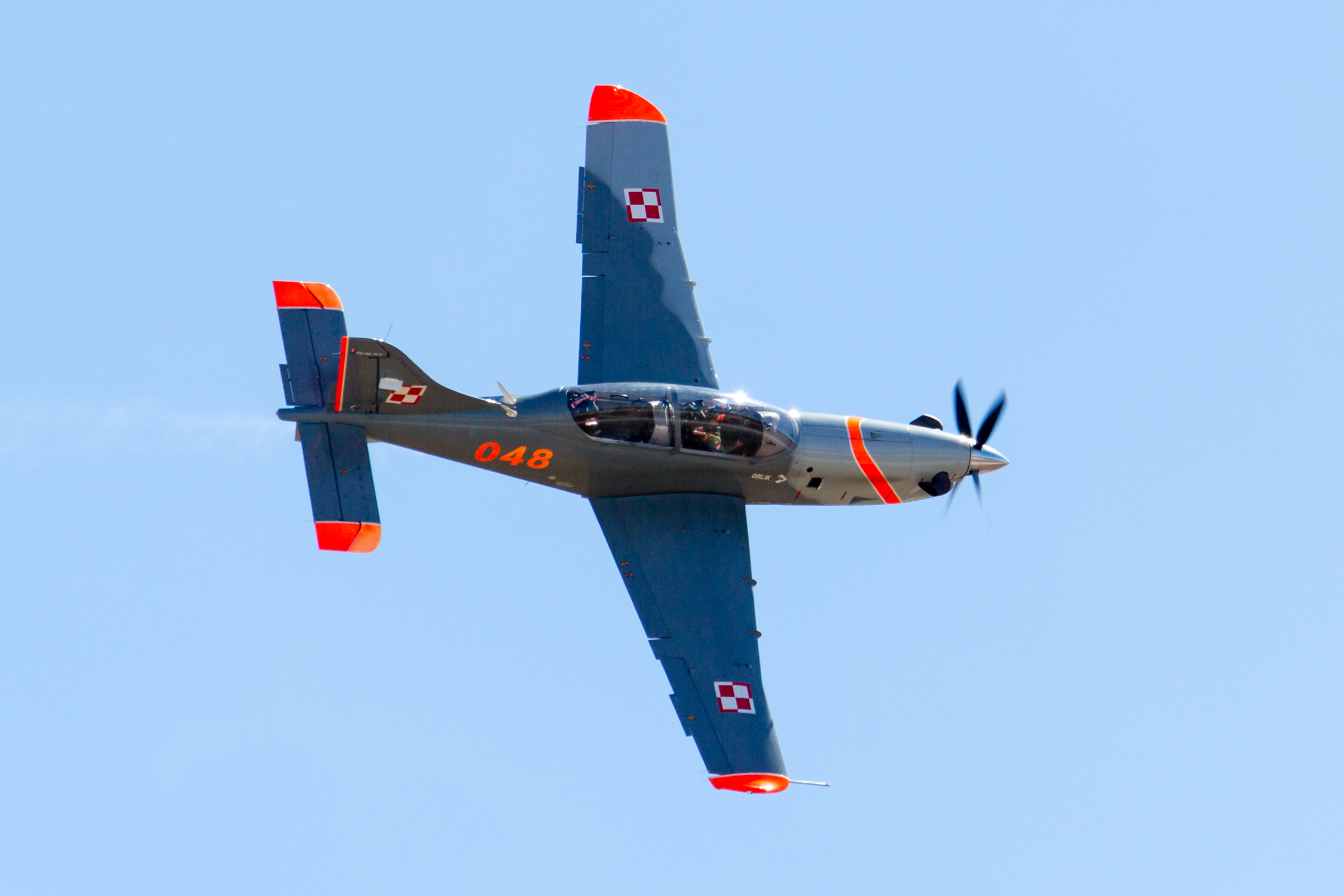
PZL-130 Orlik

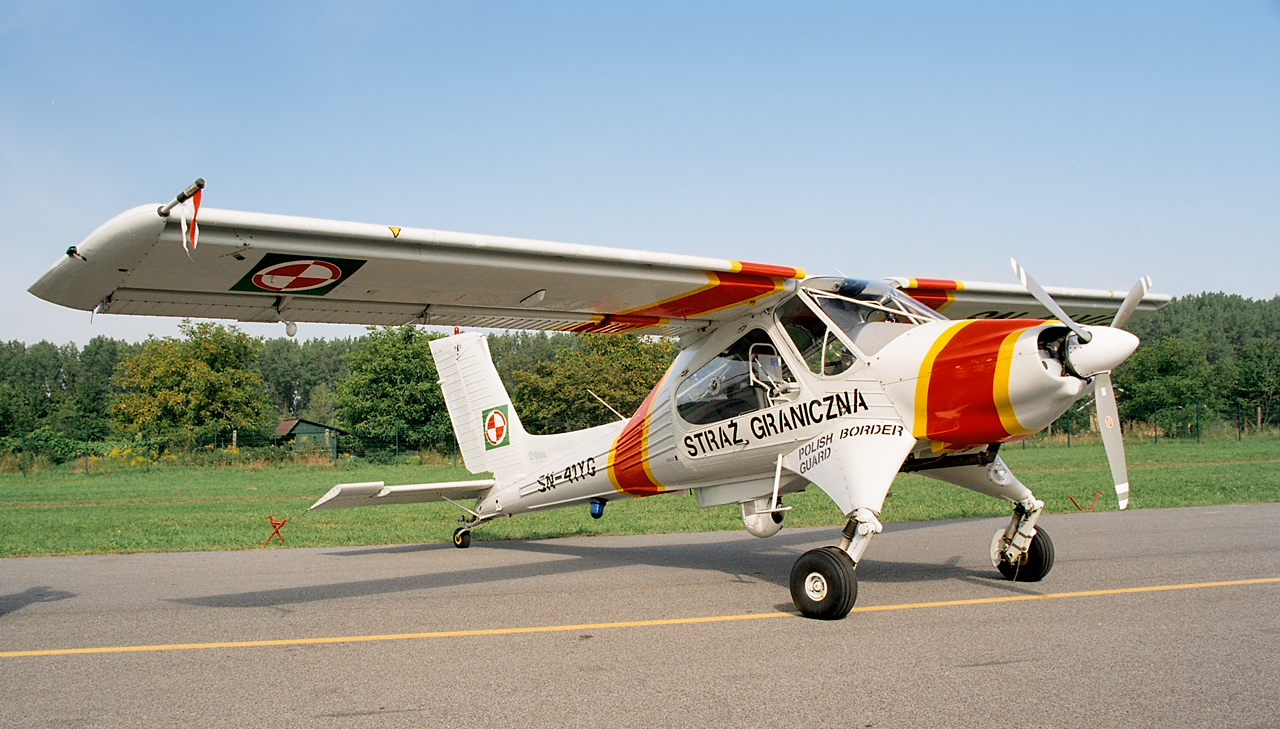
PZL-104M Wilga 2000 der polnischen Grenzpolizei

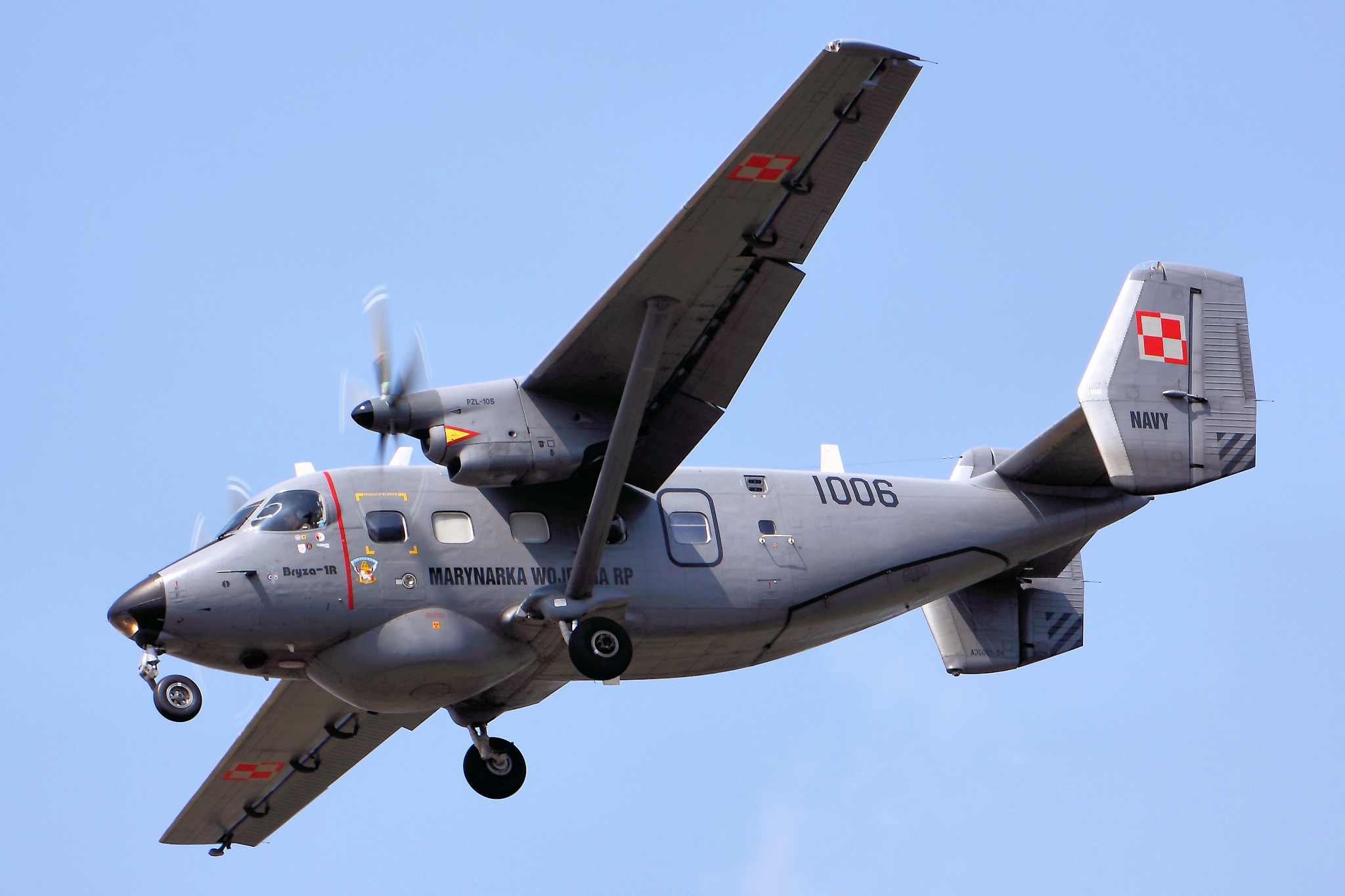
PZL M-28B Bryza (An-28) der polnischen Marine

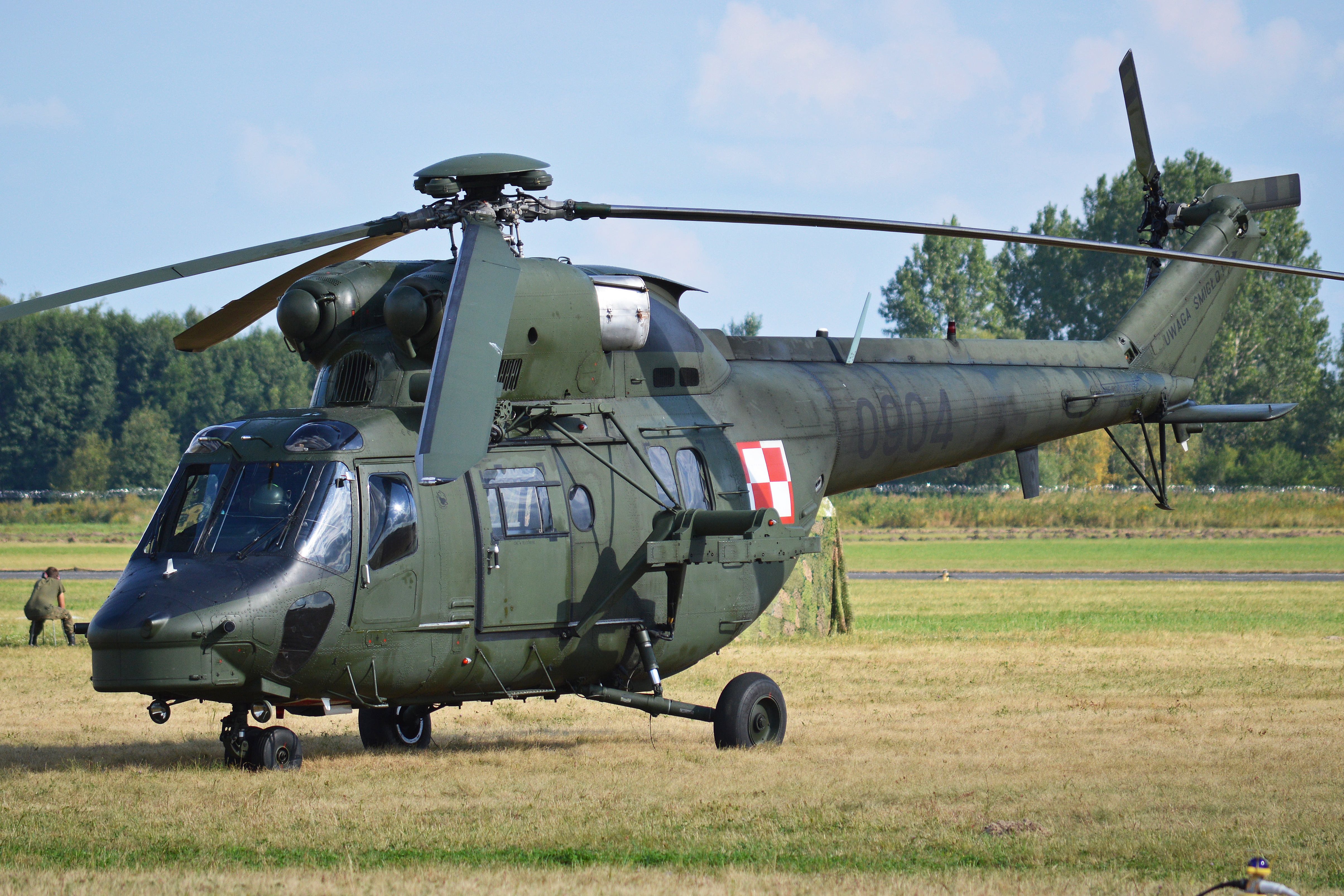
PZL W-3 Sokół der polnischen Armee

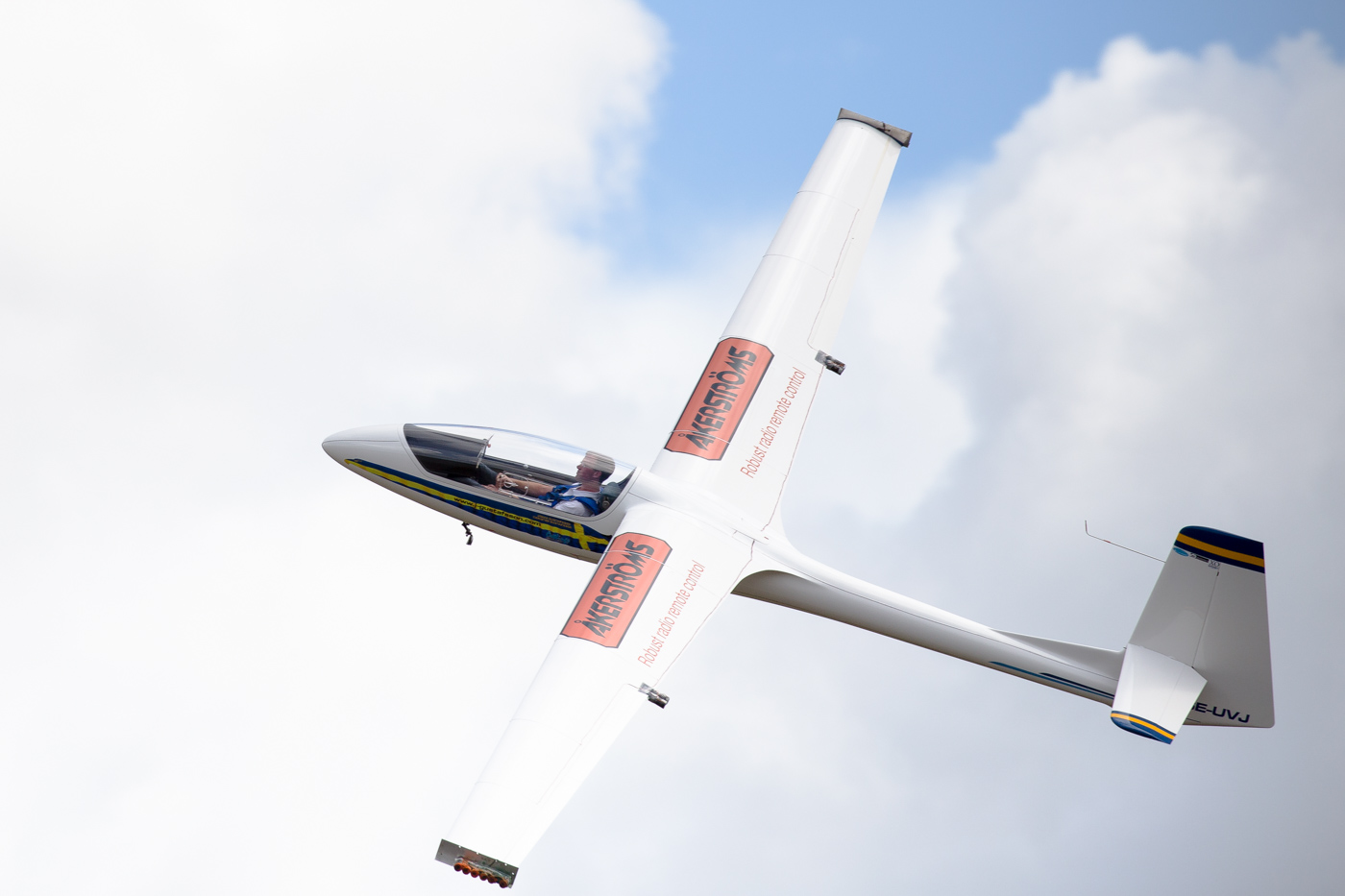
PZL Bielsko SZD-59

Nach der politischen Wende in Polen 1989 wurde die PZL-Gruppe mehrfach umstrukturiert und aufgespalten. Heute existieren die sechs Standorte als unabhängige Unternehmen.

#### PZL Warszawa-Okęcie
Das Warschauer Werk ist seit 1995 eine AG unter dem Namen PZL Warszawa-Okęcie S.A. Im Oktober 2001 wurde das Unternehmen von EADS CASA aufgekauft und heißt heute EADS PZL Warszawa-Okęcie S.A. Unter anderem wird von EADS PZL das Trainingsflugzeug PZL-130 Orlik für die Luftstreitkräfte Polens sowie die weiterhin erfolgreichen Muster PZL-104 Wilga und PZL-106 Turbo Kruk (modernisierte Variante) hergestellt. Die Produktpalette umfasst des Weiteren Unterkomponenten für Flugzeuge von CASA und Airbus.

#### PZL Mielec
1998 wurde auch der größte Standort in Mielec zur GmbH und führt den ursprünglichen Namen Polskie Zakłady Lotnicze Sp.z.o.o. weiter. Es ist nach wie vor das größte Werk der Luftfahrtindustrie in Polen. Neben der aus der Jak-12M entwickelten PZL-101 wird auch die Antonov AN-28 produziert, welche als PZL M-28 Skytruck/M-28B Bryza vermarktet wird. Im Dezember 2006 übernahm die Sikorsky Aircraft Corporation 100 % der Beteiligungen an PZL Mielec. Seit Juli 2008 wird in Mielec auf Lizenz des neuen Inhabers zum Teil aus angelieferten Komponenten die internationale Exportvariante des Helikopters Sikorsky UH-60 Black Hawk montiert.
Am 20. Juli 2015 gab Lockheed Martin bekannt, den Zuschlag für den Kauf von Sikorsky Aircraft erhalten zu haben.

#### PZL Świdnik
Das Helikopterwerk in Świdnik nahm als neugegründete AG konsequenterweise den Namen PZL Świdnik S.A. an. Ein Exporterfolg ist der Mehrzweck-Helikopter PZL W-3 Sokół, von dem unter anderem zwei Exemplare von der Polizei Sachsen verwendet wurden. Größter Abnehmer ist die polnische Armee. PZL Świdnik hat den bislang größten Exporterfolg der polnischen Luftfahrtindustrie in der Zeit nach 1989 erzielt: Im Februar 2008 wurde mit der Volksrepublik China ein Abkommen unterzeichnet, das die Montage von 150 Maschinen der Typen W-3 und SW-4 vorsieht. Der Zusammenbau soll in einem eigens dafür gebauten neuen Werk in China stattfinden. Es wird auch der Leichthubschrauber PZL SW-4 produziert. PZL Świdnik baut auch das Segelflugzeug PZL PW-5, das 1993 zum Standard der Segelflug-Weltklasse ausgewählt wurde.
Im Zuge der Privatisierung übernahm Mitte 2009 AgustaWestland 87,6 % des Unternehmens für einen Preis von knapp 80 Mio. Euro.

#### PZL Rzeszów
Auch die Motorenfabrik in Rzeszów wurde als WSK „PZL-Rzeszów“ S.A privatisiert und in eine AG umgewandelt. In den 1990er-Jahren produzierte es auch Motoren für die Fahrzeugindustrie und andere Zweige. Am 11. März 2002 erwarb das US-Unternehmen United Technologies Corporation 86 % der Aktien von PZL-Rzeszów und ist seitdem Hauptanteilseigner. Seit Mai 2006 werden in Rzeszów in Lizenz Triebwerke für die neueste Generation der F-16 produziert.

#### PZL Hydral
Das Werk in Breslau ist seit 1993 Aktiengesellschaft unter dem Namen PZL-Hydral S.A. und fertigt nach wie vor hydraulische Komponenten für die Luftfahrt- und Rüstungsindustrie.

#### PDPSz PZL Bielsko
Nach 1989 wurde das SZD-Segelflugzeug-Werk in Bielsko unter dem Namen PDPSz PZL Bielsko umstrukturiert und 1996 zunächst unter staatliche Verwaltung durch den Woiwoden gestellt. Verhandlungen über eine Partnerschaft mit Diamond Aircraft Industries (DAI) konnten nicht erfolgreich zu Ende geführt werden, weshalb die Firma 1999 in Konkurs anmelden musste.

#### Allstar PZL Glider
Allstar PZL Glider Sp. z o.o., eine GmbH, erwarb die Produktionsstätte in Bielsko und die Musterzulassungen der folgenden Segelflugzeuge: SZD-54-2 Perkoz (doppelsitziges Trainingssegelflugzeug für Kunstflug und Streckenflug), SZD-59-1 Acro (einsitziges Segelflugzeug für Kunstflug und Streckenflug), SZD-55-1 Nexus (Promyk) (Standardklasse Segelflugzeug), SZD-51-1 Junior (einsitziges Trainingssegelflugzeug), SZD-50 Puchacz (Doppelsitzer-Segelflugzeug)(bis 2014) und SZD-48-3 Jantar Standard 3 (Standardklasse Segelflugzeug). Die Firma wurde 2002 gegründet um die Weiterentwicklung und Produktion der aktuellen Flugzeugmuster weiter zu betreiben einschließlich der Herstellung und dem Vertrieb der entsprechenden Ersatzteile.
Inzwischen entwickelt Allstar PZL Glider auch elektrische Antriebssysteme für Segelflugzeuge mit der Bezeichnung Allstar-e-motion. Das erste Antriebssystem wird 2021 für die SZD-55-1 realisiert und soll als Nexus-e-motion in die Serienproduktion gehen. Das System ist ebenfalls für die Nachrüstung von SZD-55 konzipiert.
Der Typ PZL PW-5 wurde nicht in Bielsko-Biała entwickelt und nur zeitweise von PZL Bielsko 1 produziert, seit 2007 wird er nur bei PZL Świdnik hergestellt (s. o.).